# Martu (Aborigines)
Die Martu sind ein Stamm der Aborigines in Western Australia, Australien. 2002 erhielten sie vom High Court of Australia einen der größten Native Title Australiens über eine Gesamtfläche von 136.000 km² zugesprochen. Heute gibt es etwa 1000 Martu. Etwa 50 bis 200 davon leben auf ihrem angestammten Land und ernähren sich durch ihre traditionelle Jagd und von Bushfood. Bei den Martu steht heute neben den einheimischen Arten auch die Hauskatze – die große Schäden an der endemischen Fauna anrichtet – auf dem Speiseplan (→ siehe auch: Zukünftige Entwicklung traditioneller Wirtschaftsformen).
Der Native Title der Martu – der ihnen ein exklusives Besitz- und Nutzungsrecht einräumt, jedoch kein Eigentum – erstreckt sich über ein Gebiet in der Pilbara- und Percival-Lakes-Region in Western Australia und grenzt an das Gebiet der Aborigines der Pintupi. Das vor Gericht erstrittene Landrecht geht auf einen jahrzehntelangen Interessenskampf zurück, der 1946 mit dem Pilbara Strike von mehreren hundert Farmarbeitern begann, die sich gegen die Arbeitsbedingungen u. a. in der Milchwirtschaft wandten, ihre Arbeitsplätze verließen und ihr angestammtes Land beanspruchten.
Die Sprachgruppe Martu Wangka umfasst verschiedene Dialekte wie Manyjilyjarra, Kartujarra, Kiyajarra, Putijarra, Nyiyaparli, Warnman, Ngulipartu, Pitjikala, Kurajarra, Jiwaliny, Mangala und Nangajarra. In ihrer Sprache bedeutet Martu „einer von uns“ oder „Person“.
Gruppen der Martu leben in den Aborigines-Siedlungen Jigalong, Wiluna, Punmu, Parnngurr und Kunawarritji. Die bedeutendste Gemeinschaft ist Parnngurr, etwa 1000 km nordöstlich von Perth im früheren Rudall-River-Nationalpark, der in Karlamilyi-Nationalpark umbenannt wurde.
Durch das Gebiet der Martu führt der Rabbit-Proof Fence. Der gleichnamige Film (im Deutschen Long Walk Home) basiert auf den Erlebnissen von drei Mädchen vom Stamm der Martu. Das Martu-Gebiet war derart weit von der Zivilisation entfernt, dass viele der Martu erstmals mit Weißen in Berührung kamen, als 1906 bis 1907 die Canning Stock Route gebaut wurde.
Der Dokumentarfilm Contact von 2009 zeigt die erste Begegnung einer Gruppe von 20 Martufrauen und zwei Weißen aus dem Jahr 1964, der sowohl national als auch international ausgezeichnet wurde.